# Nowe Solnisko
Nowe Solnisko – rówień w Dolinie Pięciu Stawów Polskich w Tatrach Wysokich. Jest to stosunkowo płaski teren po północno-zachodniej stronie Wielkiego Stawu, przy skrzyżowaniu niebieskiego szlaku wiodącego dnem doliny z czarnym na Kozi Wierch. Jest to teren trawiasty, porastającą go pierwotnie kosodrzewinę wycięto dla potrzeb pasterstwa, dawniej bowiem istniała tutaj Hala Pięć Stawów, na której wypasano owce i bydło.
Nazwą solnisko określano miejsca, w których wykładano sól dla wypasanego na hali bydła i owiec. W Dolinie Pięciu Stawów Polskich jest jeszcze kilka takich miejsc: Stare Solnisko, Wyżnie Solnisko i Niżnie Solnisko. Nazwy te miały użytkowe znaczenie w czasach, gdy istniała tutaj Hala Pięć Stawów, po zniesieniu pasterstwa są nadal umieszczane na mapach, ale mają już znaczenie głównie historyczne i topograficzne.

## Szlaki turystyczne
– niebieski, przebiegający przez Dolinę Pięciu Stawów Polskich i prowadzący na Zawrat. Czas przejścia od schroniska na Stare Solnisko około 25 min.